# 克萊巴赫河
47°49′47″N 12°22′24″E / 47.82959°N 12.37329°E
克萊巴赫河（德語：Kleebach），是德國的河流，位於該國東南部，由巴伐利亞負責管轄，屬於阿爾茨河的支流，流經特勞恩施泰因縣，最終注入基姆湖。